# Giungla d'acciaio
Giungla d'acciaio (The Steel Jungle) è un film del 1956 diretto da Walter Doniger.
È un film drammatico statunitense con Perry Lopez, Beverly Garland e Walter Abel.

## Produzione
Il film, diretto e sceneggiato di Walter Doniger, fu prodotto da David Weisbart per la Warner Bros. e girato nei Warner Brothers Burbank Studios a Burbank, in California dal 5 gennaio a inizio febbraio 1955. I titoli di lavorazione furono I Died a Thousand Deaths, I Died a Thousand Times e Marked for Life.

## Distribuzione
Il film fu distribuito con il titolo The Steel Jungle negli Stati Uniti dal 10 marzo 1956 (première a New York il 9 marzo) dalla Warner Bros.
Altre distribuzioni:
- in Finlandia il 30 novembre 1956 (Teräsviidakko)
- in Portogallo il 3 dicembre 1956 (Almas Negras)
- in Francia il 12 luglio 1957
- in Germania Ovest il 6 settembre 1957 (Stahlharte Männer)
- in Grecia (Atsalenia katerga)
- in Francia (La loi des gangs)
- in Brasile (Labirintos de Aço)
- in Italia (Giungla d'acciaio)

## Promozione
La tagline è: "The muggers and sluggers of mob-land-- the violence-makers, the vengeance takers, the killer-crews behind bars-- they had their own iron law inside The Steel Jungle ".